# Andratx
Andratx är en kommun i Spanien. Den ligger i den autonoma regionen Balearerna i östra delen av landet. Antalet invånare är 12 062 (2024). Arean är 81,46 kvadratkilometer. Andratx ligger på ön Mallorca. Andratx gränsar till Calvià och Estellencs.